# Thomas Schönlebe
Thomas Schönlebe (né le 6 août 1965 à Frauenstein) est un athlète allemand spécialiste du 400 mètres. Il remporte la médaille d'or du 400 mètres lors des Championnats du monde de 1987, à Rome, où il établit le record d'Europe  (durée : 1987-2023) en 44 s 33. Il détient par ailleurs depuis 1988 le record d'Europe en salle de la discipline avec 45 s 05, record partagé depuis 2019 avec le Norvégien Karsten Warholm.

## Carrière

### Débuts prometteurs
Licencié à ses débuts au SC Karl-Marx-Stadt de Chemnitz en République démocratique allemande, Thomas Schönlebe remporte les Championnats d'Europe juniors de 1983 devant son compatriote Jens Carlowitz, autre grand espoir du sprint est-allemand. Cette performance lui permet d'être retenu, à tout juste dix-huit ans, pour les premiers championnats du monde d'athlétisme, à Helsinki, où il se classe sixième de la finale du 400 m en 45 s 50.
En 1984, il réalise un nouveau record personnel à Berlin-Est en 45 s 01, performance qui constitue en 2018 le record d'Europe junior.
Son premier succès sur la scène internationale intervient moins de deux ans plus tard à l'occasion des Jeux mondiaux en salle de 1985, où il s'adjuge le titre du 400 m en 45 s 60, meilleure performance mondiale en salle, devant le Britannique Todd Bennett.
Le 22 juin, lors d'un match entre la RDA et l'URSS, il remporte le 400 m en 44 s 62, son record personnel. Le lendemain, il contribue à la victoire du relais 4 × 400 m en compagnie de Frank Möller, Mathias Schersing et Jens Carlowitz en 2 min 59 s 86, un record d'Allemagne toujours en vigueur en 2014.
Il participe plus tard dans la saison à la coupe d'Europe des nations, où il domine le Soviétique Vladimir Krylov et le Britannique Derek Redmond en 44 s 96. Il finit premier ex æquo avec l'Américain Michael Franks lors du Weltklasse de Zurich. Enfin, à la Coupe du monde des nations, il se classe deuxième du 400 mètres derrière Franks, qui en 44 s 47 bat la meilleure performance mondiale de la saison à cette occasion qui était détenue jusque-là par l'Allemand en 44 s 62.
Auteur en 1986 d'un nouveau record du monde en salle (45 s 41 à Vienne), il est ensuite vainqueur des championnats d'Europe en salle. Il remporte la médaille d'argent des Championnats d'Europe en plein air de Stuttgart en 44 s 63, s'inclinant de quatre centièmes de seconde face au Britannique Roger Black.

### Titre mondial, records d'Europe
Il obtient le plus grand succès de sa carrière lors de la saison 1987 en s'adjugeant le titre du 400 mètres des Championnats du monde de Rome devant le Nigérian Innocent Egbunike et l'Américain Harry Butch Reynolds. Schönlebe s'impose dans le temps de 44 s 33 et améliore de 15 centièmes de seconde son propre record d'Europe qu'il avait établi moins de deux semaines plus tôt à Potsdam.
En début de saison 1988, Thomas Schönlebe bat à nouveau le record du monde en salle du 400 mètres en s'imposant lors du meeting de Sindelfingen en 45 s 05 (actuel record d'Europe). Il participe fin septembre aux Jeux olympiques de Séoul mais ne parvient pas à se qualifier pour la finale du 400 m (5e de sa demi-finale en 44 s 90).
Il décroche deux nouvelles médailles lors des Championnats d'Europe de 1990 à Split : l'argent sur 400 mètres où il s'incline une nouvelle fois face à Roger Black, et le bronze sur 4 × 400 m.
L'année suivante, il remporte le titre du relais 4 × 400 m lors des Championnats du monde d'athlétisme en salle de Séville aux côtés de ses compatriotes de l'équipe d'Allemagne réunifiée Rico Lieder, Jens Carlowitz et Karsten Just.

### Palmarès
| Date | Compétition                    | Lieu      | Résultat | Épreuve   |
| ---- | ------------------------------ | --------- | -------- | --------- |
| 1983 | Championnats d'Europe juniors  | Schwechat | 1er      | 400 m     |
| 1983 | Championnats d'Europe juniors  | Schwechat | 1er      | 4 × 400 m |
| 1983 | Championnats du monde          | Helsinki  | 6e       | 400 m     |
| 1985 | Championnats du monde en salle | Paris     | 1er      | 400 m     |
| 1985 | Coupe du monde des nations     | Canberra  | 2e       | 400 m     |
| 1986 | Championnats d'Europe en salle | Madrid    | 1er      | 400 m     |
| 1986 | Championnats d'Europe          | Stuttgart | 2e       | 400 m     |
| 1987 | Championnats du monde          | Rome      | 1er      | 400 m     |
| 1988 | Jeux olympiques                | Séoul     | 4e       | 4 × 400 m |
| 1990 | Championnats d'Europe          | Split     | 2e       | 400 m     |
| 1990 | Championnats d'Europe          | Split     | 3e       | 4 × 400 m |
| 1991 | Championnats du monde en salle | Séville   | 1er      | 4 × 400 m |
| 1993 | Championnats du monde          | Stuttgart | 3e       | 4 × 400 m |

### Records
| Épreuve       | Performance  | Lieu         | Date             |
| ------------- | ------------ | ------------ | ---------------- |
| 400 m         | 44 s 33      | Rome         | 3 septembre 1987 |
| 400 m (salle) | 45 s 05 (RE) | Sindelfingen | 5 février 1988   |